# Kelsey Serwa
Kelsey Serwa, née le 1er septembre 1989 à Kelowna, est une skieuse acrobatique canadienne spécialisée dans les épreuves de skicross.
Elle est double médaillée olympique, avec une médaille d'argent obtenue lors de l'épreuve de ski cross des Jeux olympiques de 2014 à Sotchi puis l'or lors l'épreuve des Jeux olympiques de 2018 à Pyeongchang. Elle est également championne du monde en 2011 à Deer Valley et remporte à deux reprises les Winter X Games, en 2011 et 2016.

## Biographie
Kelsey Serwa termine cinquième des mondiaux 2009 à Inawashiro, le titre étant remporté par Ashleigh McIvor. Lors de cette saison, elle obtient deux podiums en coupe du monde 2008-2009. Son premier est obtenu lors de sa première course en coupe du monde, une troisième place à St. Johann in Tirol, course remportée par la Française Marion Josserand. Elle termine deuxième à La Plagne derrière Ophélie David.
Lors de la coupe du monde 200-2010, elle remporte sa première victoire en coupe du monde, lors du ski-cross de l'Alpe d'Huez, remportant une deuxième victoire à Lake Placid. Avant les Jeux, elle participe aux Winter X Games à Aspen, terminant troisième de la finale remportée par la Française Ophélie David devant Ashleigh McIvor. Lors des Jeux olympiques de Vancouver, première apparition du ski-cross au programme des Jeux olympiques d'hiver, elle termine cinquième en remportant la petite finale. Après les Jeux, elle remporte une troisième course de coupe du monde, à Grindelwald, devant Ashleigh McIvor in second et Danielle Poleschuk.
Lors de la coupe du monde 2010-2011, elle termine deuxième à Innichen derrière la Suédoise Anna Holmlund, première à l'Alpe d'Huez devant Fanny Smith et Ashleigh McIvor, et deuxième aux Contamines derrière Ophélie David. Elle est aussi deuxième à Branas derrière Anna Holmlund, puis à Myrkdalen, toujours derrière Anna Holmlund. Elle termine à la troisième  place de la coupe du monde de la spécialité. Fin janvier, elle remporte les Winter X Games à Aspen en s'imposant devant Ophélie David et Fanny Smith. En février, elle remporte le titre mondial lors des championnats du monde 2011 de Deer Valley, devant Julia Murray et Anna Holmlund.
Elle remporte les deux premières épreuves de ski-cross de la coupe du monde, les deux disputées à Innichen. Durant le mois de janvier, elle se blesse au genou lors de la finale de la course de coupe du monde l'Alpe d'Huez, déchirure du ligament croisé antérieur,.
Lors de coupe du monde 2012-2013, elle remporte en décembre la course disputée à Innichen, devant la Canadienne Georgia Simmerling et la Suissesse Katrin Mueller, termine deuxième à Megève derrière l'Allemande Anna Woerner puis remporte la course de Sotchi devant Marielle Thompson et Fanny Smith. Lors des entraînements précédant les mondiaux disputés en mars, elle se blesse de nouveau au même genou, ce qui nécessite une nouvelle opération, une greffe d'un tendon. Revenue à la compétition, elle obtient une deuxième place lors de l'étape de coupe du monde à Innichen. Retenue dans la sélection canadienne pour les Jeux olympiques de Sotchi, elle est battue en finale du ski acrobatique par sa compatriote Marielle Thompson.
En janvier 2016, elle remporte pour la troisième fois les Winter X Games, devant Marielle Thompson et la Française Alizée Baron,.
En janvier 2017, lors d'un entraînement d'une étape de la coupe du monde à Mammoth, elle est de nouveau confrontée à une grave blessure, déchirure d'une partie du condyle fémoral externe,, blessure qui la tient éloignée des pistes pour la fin de la saison. En décembre, elle obtient la troisième place de la première épreuve de la coupe du monde, à Val Thorens, devancée par Sandra Näslund et Heidi Zacher.
En 2018, pour sa troisième participation aux Jeux olympiques, lors des épreuves de ski acrobatique de Pyeongchang,elle remporte la finale du ski cross en s'imposant devant sa compatriote Brittany Phelan et la Suissesse Fanny Smith.
En juillet 2019, elle annonce la fin de sa carrière sportive.

## Palmarès

### Jeux olympiques
| Épreuve / Édition   | Skicross |
| ------------------- | -------- |
| JO 2014 Sotchi      | Argent   |
| JO 2018 Pyeongchang | Or       |

### Championnats du monde
| Épreuve / Édition            | Skicross |
| ---------------------------- | -------- |
| Mondiaux 2009 Inawashiro     | 5e       |
| Mondiaux 2011 Deer Valley    | Or       |
| Mondiaux 2013 Voss-Myrkdalen | DNS      |
| Mondiaux 2019 Solitude       | 5e       |

### Coupe du monde
- Meilleur classement au général : 7e en 2011.
- Meilleur classement skicross : 3e en 2009 et 2011.
- 20 podiums dont 8 victoires.

#### Différents classements en coupe du monde
| Année/Classement | Année/Classement | Général | Général | Snowboarccross | Snowboarccross |
| ---------------- | ---------------- | ------- | ------- | -------------- | -------------- |
| Année/Classement | Année/Classement | Class.  | Points  | Class.         | Points         |
| 2009             | 2009             | 12e     | 42      | 3e             | 416            |
| 2010             | 2010             | 11e     | 44      | 4e             | 487            |
| 2011             | 2011             | 7e      | 55      | 3e             | 610            |
| 2012             | 2012             | 29e     | 28      | 9e             | 276            |
| 2013             | 2013             | 19e     | 40      | 4e             | 401            |
| 2014             | 2014             | 73e     | 17      | 17e            | 187            |
| 2015             | 2015             | -       | -       | -              | -              |
| 2016             | 2016             | 31e     | 34.50   | 8e             | 414            |
| 2017             | 2017             | 134e    | 7.31    | 24e            | 95             |
| 2018             | 2018             | 27e     | 34.40   | 7e             | 344            |
| 2019             | 2019             | 32e     | 32.27   | 8e             | 355            |

#### Détails des victoires
| Édition / Épreuve | Skicross                            |
| 2010              | Alpe d'Huez Lake Placid Grindelwald |
| 2011              | Alpe d'Huez                         |
| 2012              | Innichen (2)                        |
| 2013              | Innichen Sotchi                     |

### Winter X Games
- Aspen 2010 : médaille de bronze du skicross
- Aspen 2011 : médaille d'or du skicross
- Aspen 2016 : médaille d'or du skicross